# Brandon Obregón
Brandon Nicolás Obregón (Buenos Aires, Argentina; 23 de mayo de 1996) es un futbolista argentino. Juega de volante y su equipo actual es Chaco For Ever, de la Primera Nacional.

## Trayectoria

### Inicios
Llegó a Quilmes en el 2016, desde Independiente, y se destacó como goleador en Cuarta División y Reserva. Inicialmente empezó como volante central, pero luego se desempeñó como mediocampista externo por derecha.

### Quilmes
Tras buenas actuaciones en la Reserva, Obregón debutó el 25 de marzo de 2017 siendo titular en la derrota 3-0 frente a San Lorenzo.
Dos años más tarde, ya con el Cervecero en la Primera B Nacional, convirtió su primer gol: el 8 de abril en la victoria por 3-2 sobre Nueva Chicago.
Ya entrando en la temporada 2019-20, Quilmes jugó un amistoso de pretemporada frente a Aldosivi. A los 14 minutos del partido, Obregón sufrió la rotura del ligamento cruzado. Esta lesión lo dejó afuera de las canchas hasta el 7 de febrero de 2020 cuando ingresó frente a Tigre, partido que terminó 2-1 a favor del conjunto de zona sur.

## Estadísticas
- Actualizado hasta el 31 de mayo de 2025.

| Quilmes Argentina | 1.ª                 | 2016-17             | 9   | 0 | 0 | 0 | - | - | 9   | 0 | 0    |
| Quilmes Argentina | 2.ª                 | 2017-18             | 9   | 0 | - | - | - | - | 9   | 0 | 0    |
| Quilmes Argentina | 2.ª                 | 2018-19             | 13  | 1 | - | - | - | - | 13  | 1 | 0.08 |
| Quilmes Argentina | 2.ª                 | 2019-20             | 4   | 0 | - | - | - | - | 4   | 0 | 0    |
| Quilmes Argentina | 2.ª                 | 2020                | 7   | 0 | - | - | - | - | 7   | 0 | 0    |
| Quilmes Argentina | 2.ª                 | 2021                | 23  | 3 | - | - | - | - | 23  | 3 | 0.13 |
| Quilmes Argentina | Total club          | Total club          | 65  | 4 | 0 | 0 | - | - | 65  | 4 | 0.06 |
| Sacachispas Argentina | 2.ª                 | 2022                | 22  | 1 | 1 | 0 | - | - | 23  | 1 | 0.04 |
| Sacachispas Argentina | Total club          | Total club          | 22  | 1 | 1 | 0 | - | - | 23  | 1 | 0.04 |
| Brown Argentina | 2.ª                 | 2023                | 12  | 0 | - | - | - | - | 12  | 0 | 0    |
| Brown Argentina | Total club          | Total club          | 12  | 0 | - | - | - | - | 12  | 0 | 0    |
| Chaco For Ever Argentina | 2.ª                 | 2024                | 13  | 0 | - | - | - | - | 13  | 0 | 0    |
| Chaco For Ever Argentina | 2.ª                 | 2025                | 15  | 0 | - | - | - | - | 15  | 0 | 0    |
| Chaco For Ever Argentina | Total club          | Total club          | 28  | 0 | - | - | - | - | 28  | 0 | 0    |
| Total en su carrera | Total en su carrera | Total en su carrera | 127 | 5 | 1 | 0 | - | - | 128 | 5 | 0.04 |
| (1) Las copas nacionales se refiere a la Copa Argentina. (2) Las copas internacionales se refiere a la Copa Libertadores y a la Copa Sudamericana. (3) Media de goles por encuentro. No incluye goles en partidos amistosos. |                     |                     |     |   |   |   |   |   |     |   |      |